# Кашоэйраш (Вила-Франка-ди-Шира)
Кашоэ́йраш (порт. Cachoeiras) — населённый пункт и район в Португалии, входит в округ Лиссабон. Является составной частью муниципалитета Вила-Франка-де-Шира. Находится в составе крупной городской агломерации Большой Лиссабон. По старому административному делению входил в провинцию Рибатежу. Входит в экономико-статистический субрегион Большой Лиссабон, который входит в Лиссабонский регион. Население составляет 769 человек на 2001 год. Занимает площадь 9,84 км².
Покровителем района считается Дева Мария (порт. Nossa Senhora da Luz).